# Сотирис Петрулас
Сотирис Петрулас (грч. Σωτήρης Πέτρουλας; 1943 — 21. јул 1965) је био грчки студент и један од оснивача „Ламбракисове омладине”.

## Биографија
Рођен је 1943. године у Оитилу. Завршио је Средњу комерцијалну школу у Атини и студирао на Атинском универзитету за економију и пословање. Избачен је на годину дана због политичких разлога када је изабран за члана управног одбора Омладине Уједињене демократске левице. Учествовао је у свим студентским мобилизацијама. Био је један од оснивача „Ламбракисове омладине” назване по Григорису Ламбракису убијеном 1963. године. Током једних од демонстрација у Атини против владе „Апостасија”, 21. јула 1965. је убијен. Једни верују да га је убила градска полиција на улици, а други у затвору након хапшења. На његовој сахрани су одржане нове демонстрације, а говор је одржао Јоргос Папандреу. Микис Теодоракис је у Петруласову част компоновао песму. Унија студената Атинског универзитета за економију и пословање је названа по њему и проглашен је за почасног члана. Спортски центар Атине у општини Зографу, северозападно од универзитетског кампуса, је такође понео његово име.